# Alessandro Morbidelli
Alessandro Morbidelli (Priocca, 2 maggio 1966) è un astronomo italiano.
Svolge ricerche nell'ambito delle scienze planetarie. Attualmente lavora presso l'Osservatorio della Costa Azzurra a Nizza.

## Biografia
Nel 1988 si è laureato in fisica presso l'Università di Milano; nel 1991 ha conseguito il dottorato presso l'Università di Namur.
Si è interessato della dinamica del Sistema solare, soprattutto della formazione e migrazione planetaria (è uno degli sviluppatori del modello di Nizza e del modello dei Giovi saltellanti) e della struttura della fascia principale degli asteroidi e della fascia di Kuiper.
È membro della Unione Astronomica Internazionale. Dal 2010 è direttore del programma nazionale di planetologia francese. 

## Riconoscimenti
- Nel 1994 ha ricevuto lo Young Scientist Scientific Award dalla European Geophysical Society.
- Nel 1995 la medaglia di bronzo dal CNRS.
- Nel 2000 l'Urey Prize dalla Divisione per le Scienze Planetarie (Division for Planetary Sciences) dell'American Astronomical Society.[3]
- Nel 2009 ha ricevuto il premio Mergier Bourdeix dell'Académie des Sciences.[4][5]
- Nel 2014 è stato nominato membro associato dell'Accademia reale di scienze, lettere e belle arti del Belgio
- Nel 2015 è stato nominato membro associato dell'Accademia francese delle scienze
- Nel 2018 gli viene attribuito il premio Jules-Janssen da  La Société astronomique de France
- Nel 2019 gli viene conferita la medaglia d'argento dal CNRS,  Centre national de la recherche scientifique
- L'asteroide 5596 Morbidelli, scoperto nel 1991, è stato così nominato in suo onore.